# Daniele Del Giudice
Pour les articles homonymes, voir Giudice.
Œuvres principales
Le Stade de Wimbledon
Atlante occidental
Quand l'ombre se détache du sol
Daniele Del Giudice, né le 11 janvier 1949 à Rome et mort le 2 septembre 2021 à Venise,, est un écrivain italien et professeur de littérature.

## Biographie
Daniele Del Giudice est un ingénieur de formation mais pratique le journalisme au sein du quotidien Paese Sera. Il connaît le succès dès son premier roman, Le Stade de Wimbledon, publié en 1983 chez Einaudi, récompensé du prix Viareggio du premier roman la même année, adapté en 2002 au cinéma par Mathieu Amalric dans le film homonyme. Le roman est centré sur la personne de Roberto Bazlen, une personnalité de l'intelligenzia triestine des années 1950, écrivain étrange qui n'a jamais publié.
En 2009, son roman Orrizonte immobile est pressenti comme le sûr favori du prix Strega, le plus prestigieux prix littéraire italien, avant que son auteur démente la chose et refuse catégoriquement cette course au prix.
En juillet 2021, il reçoit un prix Campiello pour l'ensemble de sa carrière littéraire, prix devant être remis le 4 septembre 2021.
Il a publié de nombreux ouvrages dans la collection La Librairie du XXIe siècle des Éditions du Seuil. Dans une lettre écrite en 2010 à son éditeur français Maurice Olender, il écrit qu'il a toujours pensé la narration comme « un champ de forces contrastantes, toutes vitales et puissantes, une zone où il est difficile de faire la distinction entre je et monde, entre mémoire et invention, réalité et langage, recherche et puissance visionnaire ».
Daniele Del Giudice a vécu l'essentiel de sa vie à Venise. Atteint d'une maladie neurodégénérative de type Alzheimer au début des années 2000, il a passé les dernières années de sa vie dans une clinique vénitienne où il est mort le 2 septembre 2021.

## Œuvre

### Romans
- 1983 : Lo stadio di Wimbledon, préf. Italo Calvino, éditions Einaudi Le Stade de Wimbledon, Rivages, 1985 ; révisée éditions du Seuil, 2002  (ISBN 978-2743601805)
- 1985 : Atlante occidentale, éditions Einaudi Atlas occidental, éditions du Seuil, 1987  (ISBN 978-2020095389)
- 1988 : Nel museo di Reims, éditions Einaudi Dans le musée de Reims, éditions du Seuil, 2003  (ISBN 978-2020580342)
- 2009 : Orizzonte mobile, éditions Einaudi Horizon mobile, 2010  (ISBN 978-2021001815)
- 2013 : In questa luce, éditions Einaudi  (ISBN 9788806214425)

### Récit
- 2012 : Marchands de temps, éditions du Seuil  (ISBN 978-2021078220)

### Recueil de nouvelles
- 1994 : Staccando l'ombra da terra, éditions Einaudi Quand l'ombre se détache du sol, 1996  (ISBN 978-2020250832)
- 1997 : Mania, éditions Einaudi L'Oreille absolue, éditions du Seuil (ISBN 978-2020331371)
- 2016 : I racconti, éditions Einaudi  (ISBN 9788858422571)

### Théâtre
- 2001 : I-TIGI, Canto per Ustica, avec Marco Paolini

## Prix et distinctions
- 1983 : Prix Viareggio du premier roman et prix Mondello pour Lo stadio di Wimbledon
- 1986 : Prix Bergamo pour Atlante occidentale
- 1995 : Prix Bagutta et sélection finale du prix Campiello pour Staccando l'ombra da terra
- 2002 : Prix Antonio-Feltrinelli de littérature pour l'ensemble de son œuvre romanesque[9]
- 2021 : Prix Campiello pour l'ensemble de son œuvre[10],[8]